# Hoplocryptus sumiyona
Hoplocryptus sumiyona är en stekelart som beskrevs av Tohru Uchida 1956. Hoplocryptus sumiyona ingår i släktet Hoplocryptus och familjen brokparasitsteklar. Inga underarter finns listade i Catalogue of Life.